# جرادة (الشغادرة)

تعديل مصدري - تعديل

جرادة هي إحدى قرى عزلة قلعة حميد بمديرية الشغادرة التابعة لمحافظة حجة، بلغ تعداد سكانها 817 نسمة حسب تعداد اليمن لعام 2004.